# Santos Hernández
Santos Hernández Calvo, né le 4 janvier 1967 à Madrid, est un ancien coureur cycliste espagnol.

## Palmarès
- 1987
  - Tour de la communauté de Madrid
- 1989
  - Prologue du Tour d'Aragon
  - 2e de la Subida a Urkiola
- 1990
  - 2e du Tour de Murcie
- 1993
  - 5e du Grand Prix de Zurich
- 1994
  - 3e étape du Tour des vallées minières
- 1996
  - 2e étape de la Volta a Tras os Montes e Alto Douro

### Résultats sur les grands tours

#### Tour d'Italie
3 participations
- 1991 : 20e
- 1993 : 42e
- 1995 : abandon

#### Tour d'Espagne
6 participations
- 1989 : 27e
- 1990 : 38e
- 1991 : 27e
- 1992 : 39e
- 1993 : 43e
- 1994 : 36e